# Gouvernement Castillo II
Pour les articles homonymes, voir Gouvernement Castillo.
Castillo I Castillo III
Le second gouvernement Castillo est le gouvernement de la République du Pérou entre le 6 octobre 2021 et le 31 janvier 2022, dont le président est Pedro Castillo.

## Contexte
La formation du second gouvernement intervient à la suite de la démission de Guido Bellido survenue le jour même. Celui-ci était affaibli par une défiance du Congrès, ses prises de position contraires à celles de ministres et du président de la République, une possible motion de censure contre Iber Maravi, ministre du Travail, des affaires judiciaires, ainsi qu'une agression verbale contre une députée,. Cependant, Bellido affirme dans son ultime conférence de presse qu'il ne connait pas les raisons de son départ et que cette démission est une demande de Pedro Castillo.

## Historique

### Nomination
Le 6 octobre 2021, a lieu la prestation de serment de Mirtha Vásquez et de l'ensemble du cabinet. Parmi les 7 nouveaux ministres nommés, ils remplacent le ministre de l'Intérieur Juan Carrasco, de l'Éducation Juan Cadillo, le Travail pour Iber Maraví, de la Production pour Yván Quispe, Ivan Merino à l'Énergie et aux Mines et Ciro Gálvez à la Culture.
Par rapport au précédent cabinet, sept nouveaux ministres sont annoncés et le nombre de femmes présentes passe de deux à cinq.
Le gouvernement réunit une nouvelle fois des indépendants, des membres de Pérou libre, des  formations de gauche Ensemble pour le Pérou et Front large, mais cette fois-ci sans le parti de la Renaissance nationale unie, puisque Ciro Gálvez n'a pas été reconduit dans son ministère. Cette coalition, comme le dernier gouvernement, dispose d’un total de 42 sièges au Congrès, soit 24 de moins que la majorité absolue.
Ce gouvernement conserve le même équilibre de répartitions par parti avec comme au sein du précédent, 6 ministres de PL, 2 ministres pour FL et 1 ministère pour JP et NP. Le reste du cabinet étant composé de 9 indépendants.

### Réactions
Dès l'annonce du gouvernement et à l'issue d'une réunion, le porte-parole de Pérou libre Waldemar Cerrón (es) se montre critique envers le gouvernement, il évoque que le remaniement est une « trahison de la majorité qui nous a élus » et « dire avec force au peuple péruvien que le groupe ne soutient pas ce cabinet ». Mais malgré cela, il a évoqué le fait de laisser une possibilité de gouverner au cabinet et que le parti doit rester uni.
Dès cette conférence de presse, le parlementaire Edgar Tello (es) évoque son mécontentement quant à la composition du gouvernement, et craignant que le président ne se retrouve sans majorité. La parlementaire Silvana Robles évoque même un « suicide politique » de Pedro Castillo.
Il se dégage au sein de Pérou libre, dès le soir de l'annonce, deux camps, ceux comme Roberto Kamiche Morante, Katy Ugarte (...) qui soutiennent le gouvernement, et les parlementaires représentés par Waldemar Cerron qui ne le soutiennent pas.

### Vote de confiance
Le Congrès commence à débattre de la confiance du second gouvernement le 25 octobre 2021. Mirtha Vásquez prononce un discours sur la politique générale de son cabinet. Ensuite, s'ouvre le débat entre les différents groupes parlementaires, mais la séance est brutalement interrompue par l'annonce de la mort d'un parlementaire de Pérou libre, Fernando Herrera Mamani (es) et le vote de confiance est reporté au 4 novembre. 
Le 2 novembre, Luis Barranzuela démissionne en raison d'une polémique autour d'une fête organisée à son domicile pour Halloween durant la pandémie de Covid-19. Dès l'annonce de sa nomination, il était controversé auprès des parlementaires de droite, représentant aussi un risque pour le gouvernement que les partis centristes et de centre droit, notamment Alliance pour le progrès, n'accordent pas leur confiance en raison des polémiques l’entourant. Le 4 novembre, Pedro Castillo annonce la nomination de Avelino Guillén comme successeur de Luis Barranzuela.
Commence ensuite la séance de vote de confiance. À l'issue de celle-ci, le gouvernement obtient la confiance avec 68 voix pour, 56 contre et 1 abstention. Le vote illustre une division au sein de Pérou libre, entre le camp de parlementaires favorable à l'opposition frontale face à Mirtha Vásquez de Waldemar Cerrón (es) ou Guido Bellido et ceux favorables au gouvernement, notamment Katy Ugarte ou Edgar Tello (es). Contrairement au vote de confiance du premier gouvernement de Pedro Castillo, l'opposition d'une partie du groupe de Pérou libre entraîne une perte de voix, alors que le gouvernement porté par Mirtha Vásquez doit surtout s'appuyer sur la confiance accordée par les partis centristes, ce qui s'est illustré par notamment les votes pour d'En avant pays, d'Action populaire et du groupe SP-PM.
| Président du Conseil des ministres | Gouvernement | Date du vote                              | Vote       |    |    |    |    |   |   |   |   |   | Total |
| --- | ------------ | ----------------------------------------- | ---------- | -- | -- | -- | -- | - | - | - | - | - | ----- |
| Mirtha Vásquez ( Front large) | Castillo II  | 4 novembre 2021 Majorité requise : simple | Oui        | 19 | 0  | 14 | 13 | 3 | 2 | 8 | 4 | 4 | 68    |
| Mirtha Vásquez ( Front large) | Castillo II  | 4 novembre 2021 Majorité requise : simple | Non        | 16 | 24 | 0  | 2  | 6 | 6 | 1 | 1 | 0 | 56    |
| Mirtha Vásquez ( Front large) | Castillo II  | 4 novembre 2021 Majorité requise : simple | Abstention | 0  | 0  | 0  | 0  | 0 | 1 | 0 | 0 | 0 | 1     |
| Notes: - La présidente du Congrès, Maricarmen Alva, ne prend pas part au vote. - Un parlementaire non-inscrit a voté pour, passant le vote de 67 à 68 voix. - L'ancien président du Conseil Guido Bellido et également congressiste () a voté contre. - Le ministre Roberto Sánchez et également congressiste (), a voté pour. - Contrairement au précédent vote, les membres de SP () et PM () ont voté pour sauf une voix contre. - 5 députés sont absents |              |                                           |            |    |    |    |    |   |   |   |   |   |       |

### Remaniements
En plus de la polémique déclenchée le 2 novembre autour de Luis Barranzuela en raison d’une fête organisée en pleine pandémie de Covid-19 et ayant entrainé sa démission, les remaniements se multiplient au sein du gouvernement. 
Le 14 novembre, Walter Ayala démissionne dans le cadre d'une polémique autour de nominations au sein de l'armée péruvienne : il était notamment accusé par l'ancien commandant général de l'armée José Alberto Vizcarra Álvarez d'interférence dans les promotions au sein de l'institution militaire. En outre, sa nomination et sa gestion du ministère étaient de plus en plus controversées. 
Après cet événement, Juan Carrasco est nommé ministre de la Défense le 17 novembre : critiqué, il était ministre de l'Intérieur dans le premier gouvernement Castillo. Le même jour, Jorge Luis Palomino est nommé ministre de la Production en remplacement de Roger Incio Sánchez.

### Démission
Mirtha Vásquez démissionne le 31 janvier, au lendemain de la démission du ministre de l'Intérieur. Elle démissionne à la suite d'une crise quant au choix du nouveau ministre de l'Intérieur et en évoquant un « problème structurel de corruption » et l'impossibilité de créer du consensus.
Héctor Valer est nommé président du Conseil puis prête serment le lendemain.

## Composition
Par rapport au gouvernement Castillo I, les nouveaux ministres sont indiqués en gras et ceux ayant changé d'attribution en italique.
| Image                 | Fonction                                                        | Nom | Nom                                          | Parti  |
| --------------------- | --------------------------------------------------------------- | --- | -------------------------------------------- | ------ |
|                       | Président de la République                                      |     | Pedro Castillo                               | Indép. |
| Conseil des ministres |                                                                 |     |                                              |        |
|                       | Présidente du Conseil des ministres                             |     | Mirtha Vásquez                               | FL     |
|                       | Ministre des Affaires étrangères                                |     | Óscar Maúrtua                                | Indép. |
|                       | Ministre de la Défense                                          |     | Walter Ayala (jusqu'au 14/11/2021)           | Indép. |
|                       | Ministre de la Défense                                          |     | Juan Carrasco (à partir du 17/11/2021)       | Indép. |
|                       | Ministre de l'Économie et des Finances                          |     | Pedro Francke                                | Indép. |
|                       | Ministre de l’Intérieur                                         |     | Luis Barranzuela (jusqu'au 2/11/2021)        | PL     |
|                       | Ministre de l’Intérieur                                         |     | Avelino Guillén (à partir du 04/11/2021)     | Indép. |
|                       | Ministre de la Justice et des Droits de l'homme                 |     | Aníbal Torres                                | Indép. |
|                       | Ministre de l’Éducation                                         |     | Carlos Gallardo (jusqu'au 24/12/2021)        | Indép. |
|                       | Ministre de l’Éducation                                         |     | Rosendo Serna (à partir du 28/12/2021)       | DVG    |
|                       | Ministre de la Santé                                            |     | Hernando Cevallos                            | PL     |
|                       | Ministre du Développement agraire et de l'Irrigation            |     | Víctor Mayta                                 | FL     |
|                       | Ministre du Travail et de la Promotion de l'emploi              |     | Betssy Chávez                                | PL     |
|                       | Ministre de la Production                                       |     | Roger Incio Sánchez                          | AP     |
|                       | Ministre de la Production                                       |     | Jorge Luis Palomino (à partir du 17/11/2021) | Indép. |
|                       | Ministre du Commerce extérieur et du Tourisme                   |     | Roberto Sánchez                              | JP     |
|                       | Ministre de l'Énergie et des Mines                              |     | Eduardo González                             | Indép. |
|                       | Ministre des Transports et des Communications                   |     | Juan Francisco Silva                         | PL     |
|                       | Ministre du Logement, de la Construction et de l'Assainissement |     | Geiner Alvarado                              | Indép. |
|                       | Ministre de la Femme et des Populations vulnérables             |     | Anahí Durand                                 | NP     |
|                       | Ministre de l'Environnement                                     |     | Rubén Ramírez Mateo                          | PL     |
|                       | Ministre de la Culture                                          |     | Gisela Ortiz                                 | Indép. |
|                       | Ministre du Développement et de l'Inclusion sociale             |     | Dina Boluarte                                | PL     |

### Ministres délégués
| Portefeuille                                                                              | Titulaire | Titulaire             | Parti  |
| ----------------------------------------------------------------------------------------- | --------- | --------------------- | ------ |
| Ministre délégué au cabinet du président du Conseil chargé de la Gouvernance territoriale |           | Braulio Grajeda       | PL     |
| Ministre délégué aux Affaires étrangères                                                  |           | Luis Basagoitia       | Indép. |
| Ministre délégué aux Finances                                                             |           | Gustavo Guerra García | Indép. |